# Hành tinh khí khổng lồ

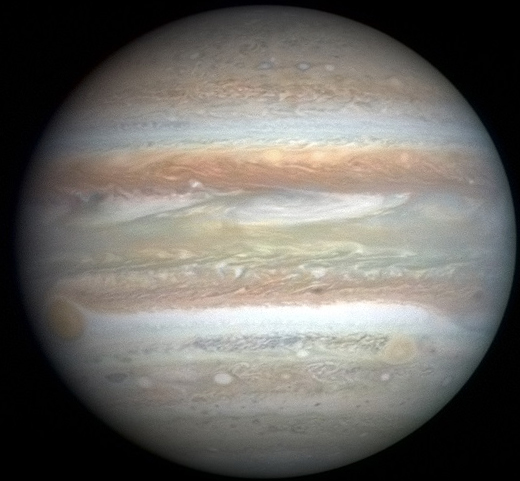
Sao Mộc được chụp bởi tàu thăm dò New Horizons vào tháng 1 năm 2007

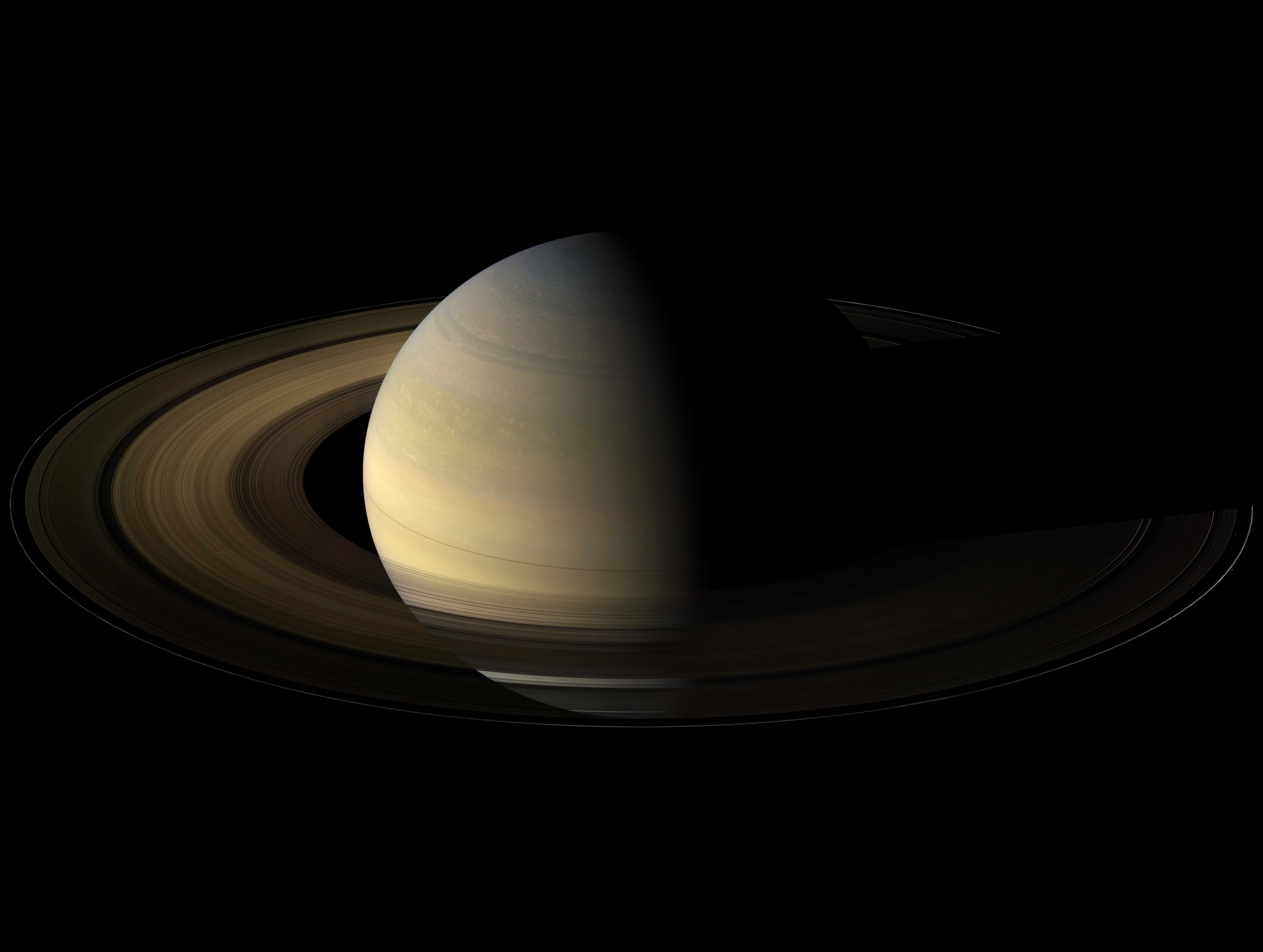
Sao Thổ tại điểm phân được chụp bởi tàu thăm dò Cassini vào tháng 8 năm 2009

Hành tinh khí khổng lồ (đôi khi gọi là hành tinh kiểu Sao Mộc (Jovian planet), hay hành tinh khổng lồ) là thể loại hành tinh khổng lồ có thành phần chính không phải là đá hay các vật chất rắn khác. Hiện có 4 hành tinh khí khổng lồ trong Hệ Mặt Trời: Sao Mộc, Sao Thổ, Sao Thiên Vương, Sao Hải Vương. Nhiều hành tinh khí khổng lồ nằm ngoài Hệ Mặt Trời quay quanh các ngôi sao khác đã được tìm thấy.
Các hành tinh khí có khối lượng gấp 3-10 lần Trái Đất được xem là hành tinh khí khổng lồ.
Các thiên thể nặng gấp 13 lần Sao Mộc được gọi là sao lùn nâu và chúng nằm giữa phạm vi khối lượng của một hành tinh khí khổng lồ lớn và ngôi sao nhẹ nhất.